# Gloriëtte

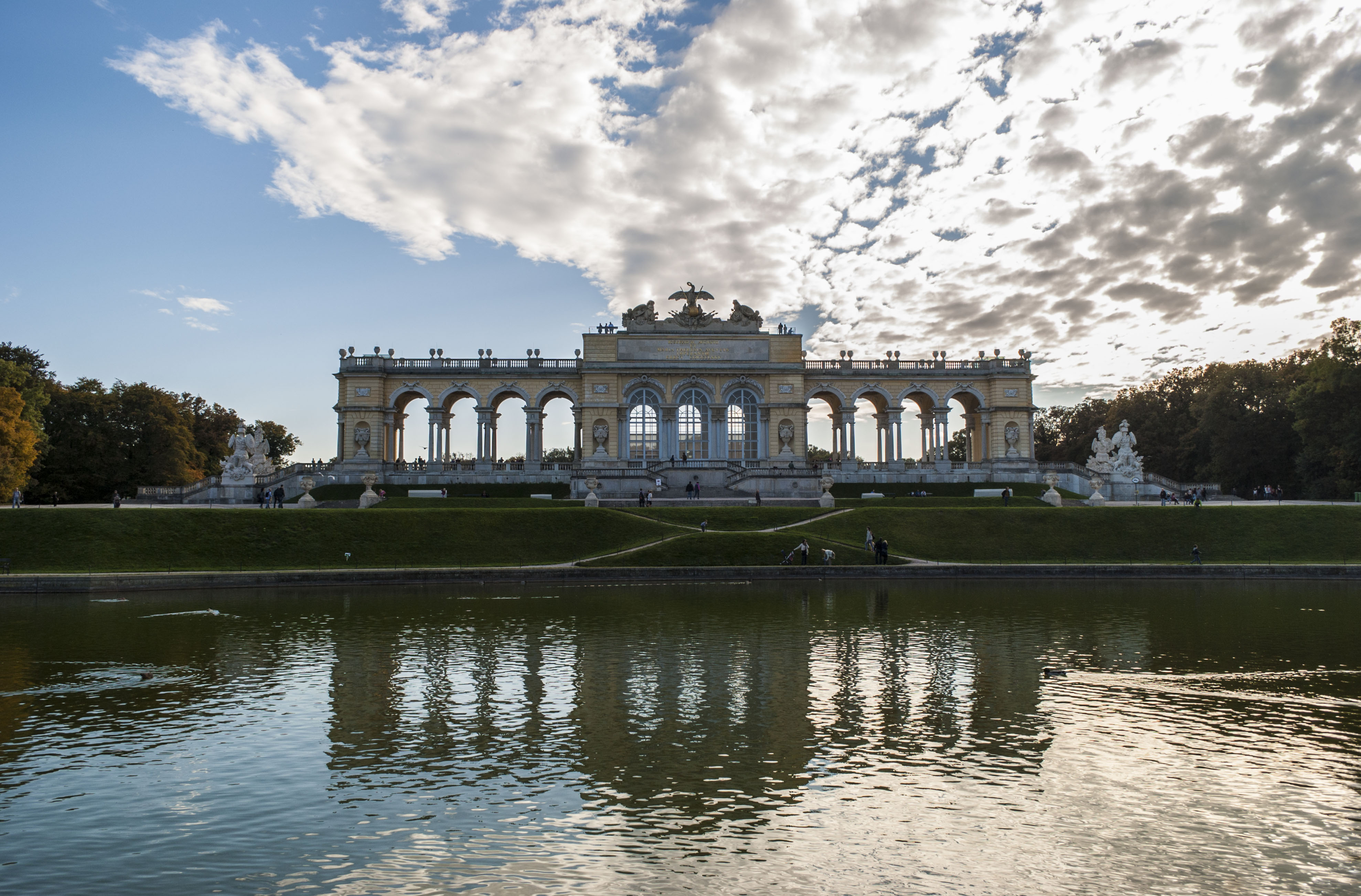
De gloriëtte van in de kasteeltuin van Schloss Schönbrunn in Wenen.

Een gloriëtte is een gebouw in een tuin met een verhoogde ligging ten opzichte van het omringende landschap. Het architectonisch ontwerp en de vorm kan heel verschillend zijn, vaak in de vorm van min of meer open paviljoens of tempietto.
De bekendste en grootste gloriëtte is die gelegen in de kasteeltuin van Schloss Schönbrunn in Wenen (Oostenrijk). Andere als gloriëtte bekendstaande gebouwen bevinden zich onder andere in:
- Gloriëtte in het Proosdijpark van Meerssen (Nederland)
- het park bij kasteel Schloss Esterházy in Eisenstadt (Oostenrijk)
- het Muskauer Park / Park Muzakowski in Bad Muskau (Duitsland)
- het Bergpark Wilhelmshöhe in Kassel (Duitsland)
- het park van Slot Nymphenburg nabij München (Duitsland) (Apollotempel)
- het park van het kasteel van Bayreuth (Duitsland)
- Trogir (Kroatië)
- Karlsbad (Tsjechië) (Maiers-Gloriëtte)
- Fertőboz (Hongarije)
- het park van Brukenthal’sche Sommerresidenz in Avrig (Roemenië)
- het Parc des Buttes-Chaumont in Parijs (Frankrijk)
- het Jardin des Plantes in Parijs (Frankrijk)
- Coucy-le-Château-Auffrique (Frankrijk)
- het park van paleis Villa Olmo in Como (Italië)
- Portmeirion (Wales)
- Drogenbroodberg op kasteeldomein Kasteel de Lovie in Poperinge (België)[1]

## Galerij

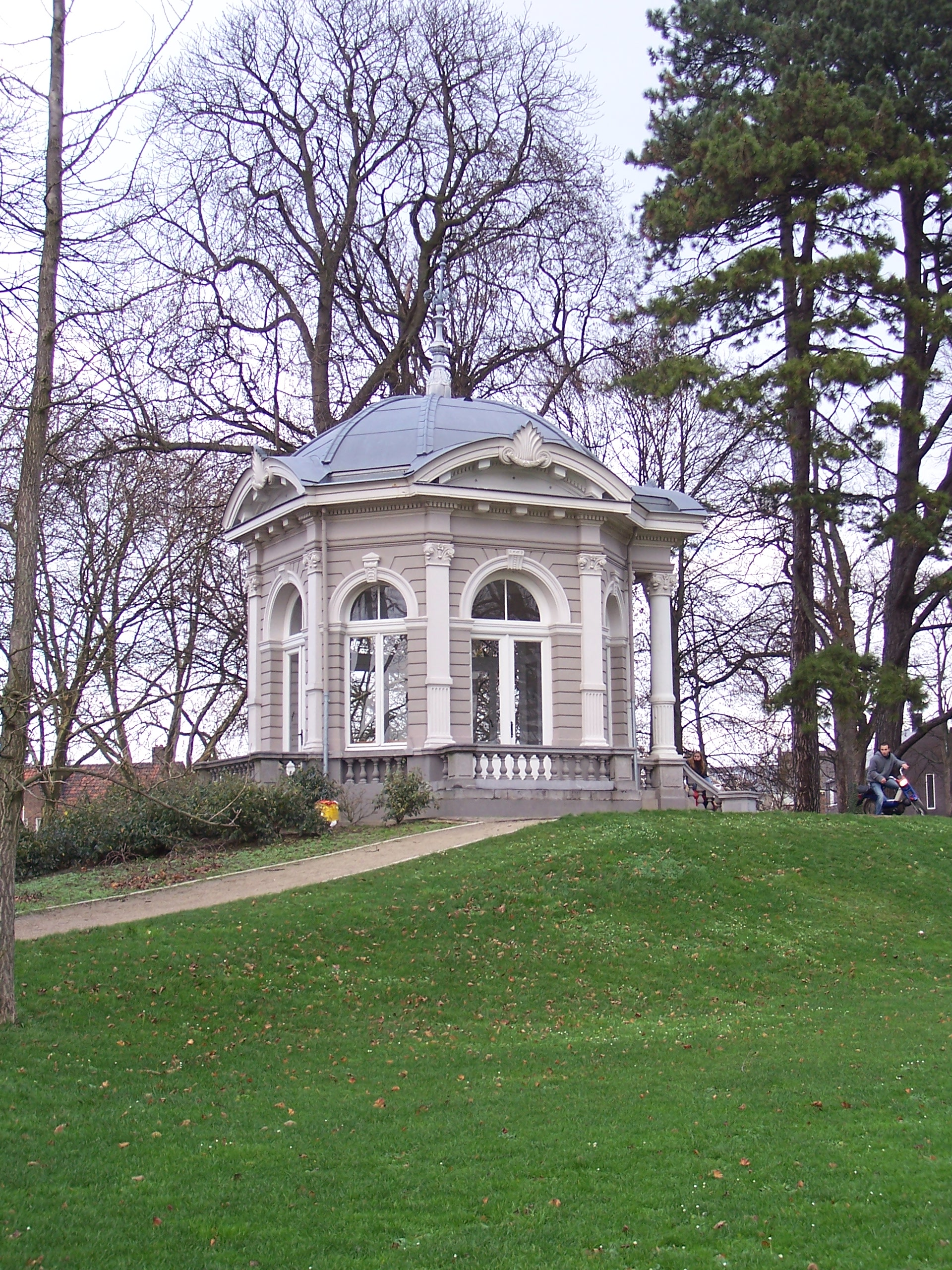
De gloriëtte in het Proosdijpark van Meerssen
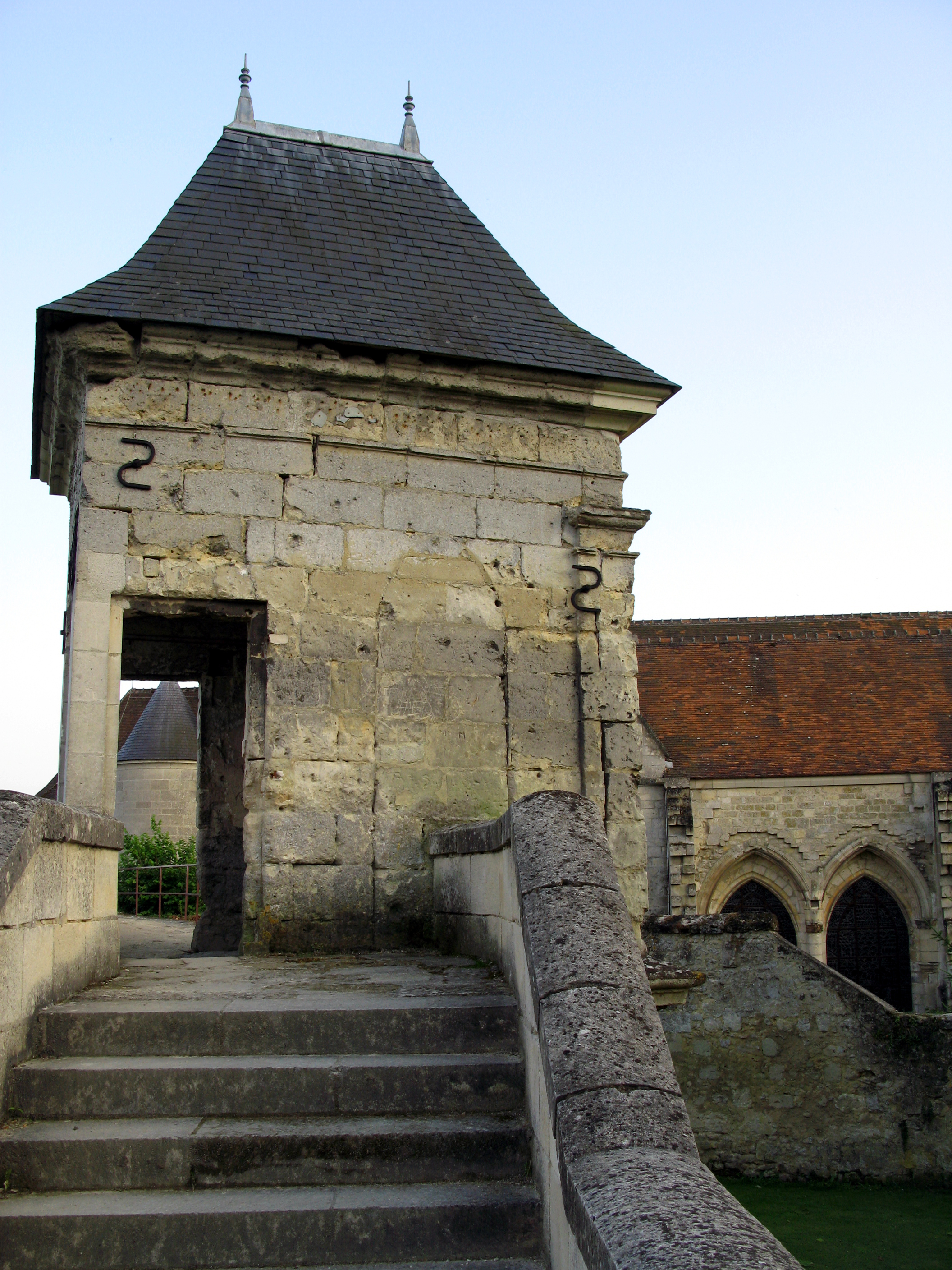
Gloriëtte op de muren van Coucy-le-Château-Auffrique
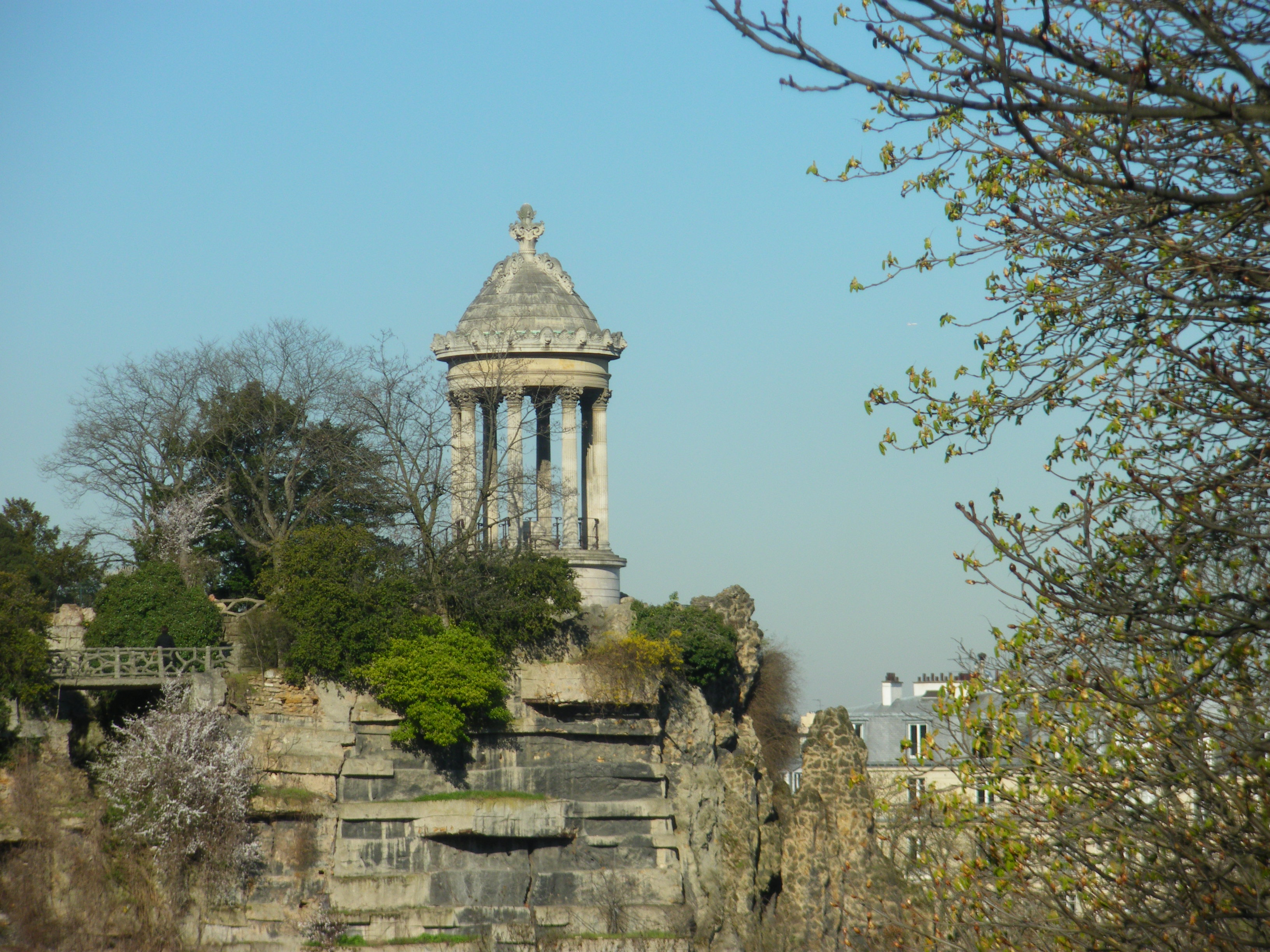
Gloriëtte in het Parc des Buttes-Chaumont in Parijs
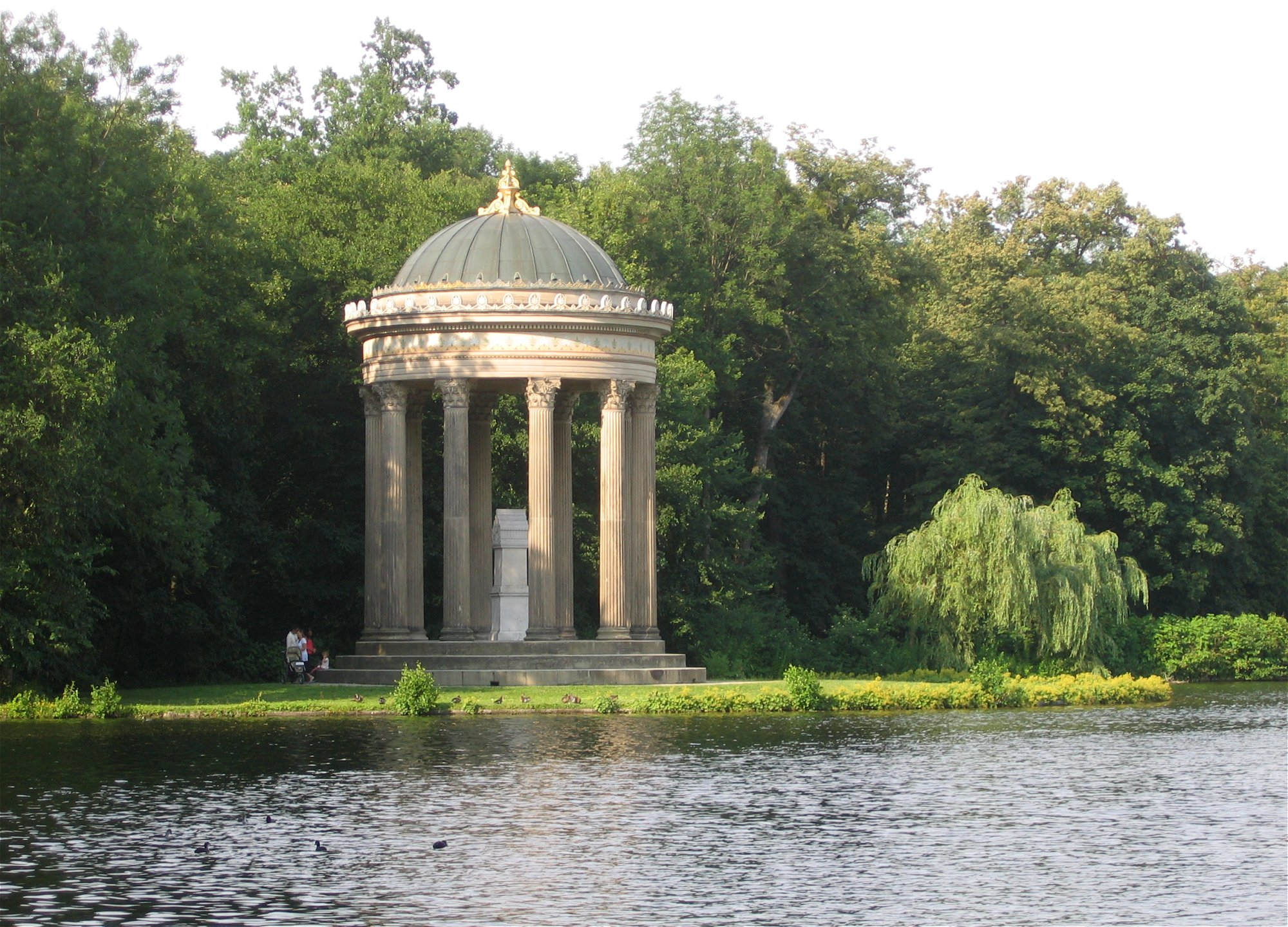
Gloriëtte met de naam Apollotempel in het park van Slot Nymphenburg, nabij München
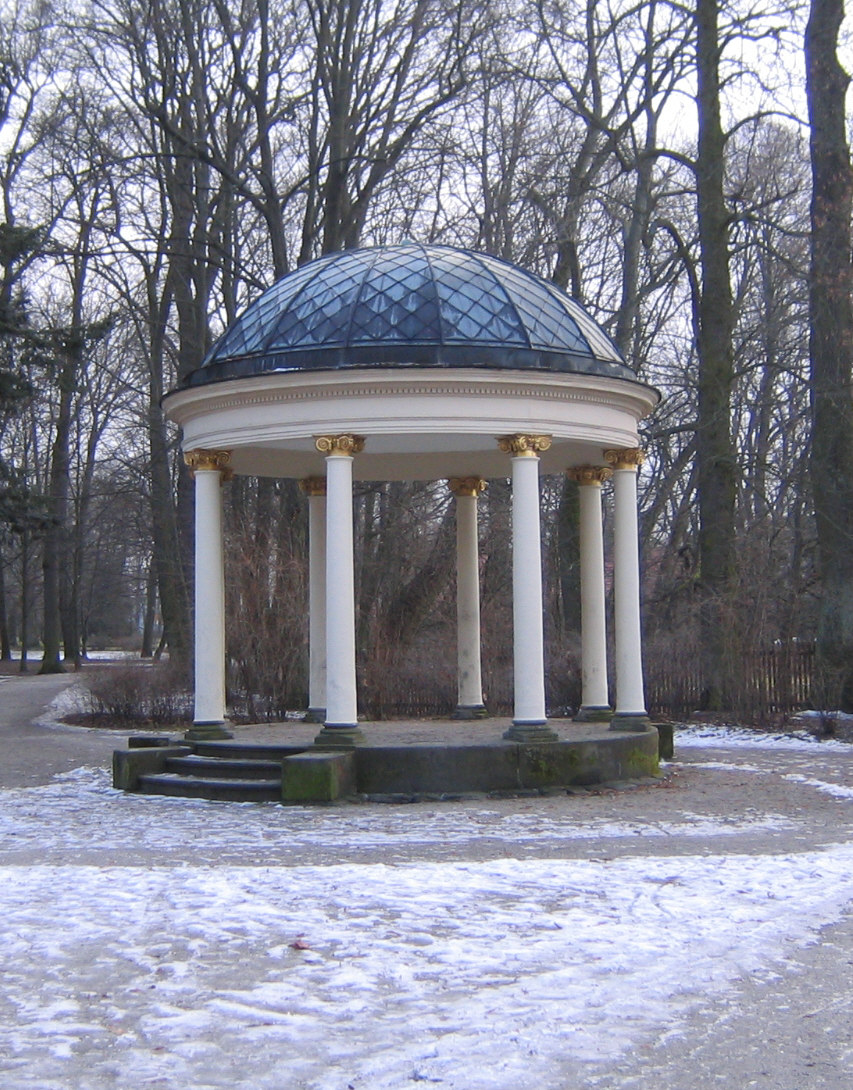
De Monopteros in het park van het kasteel van Bayreuth (1765)
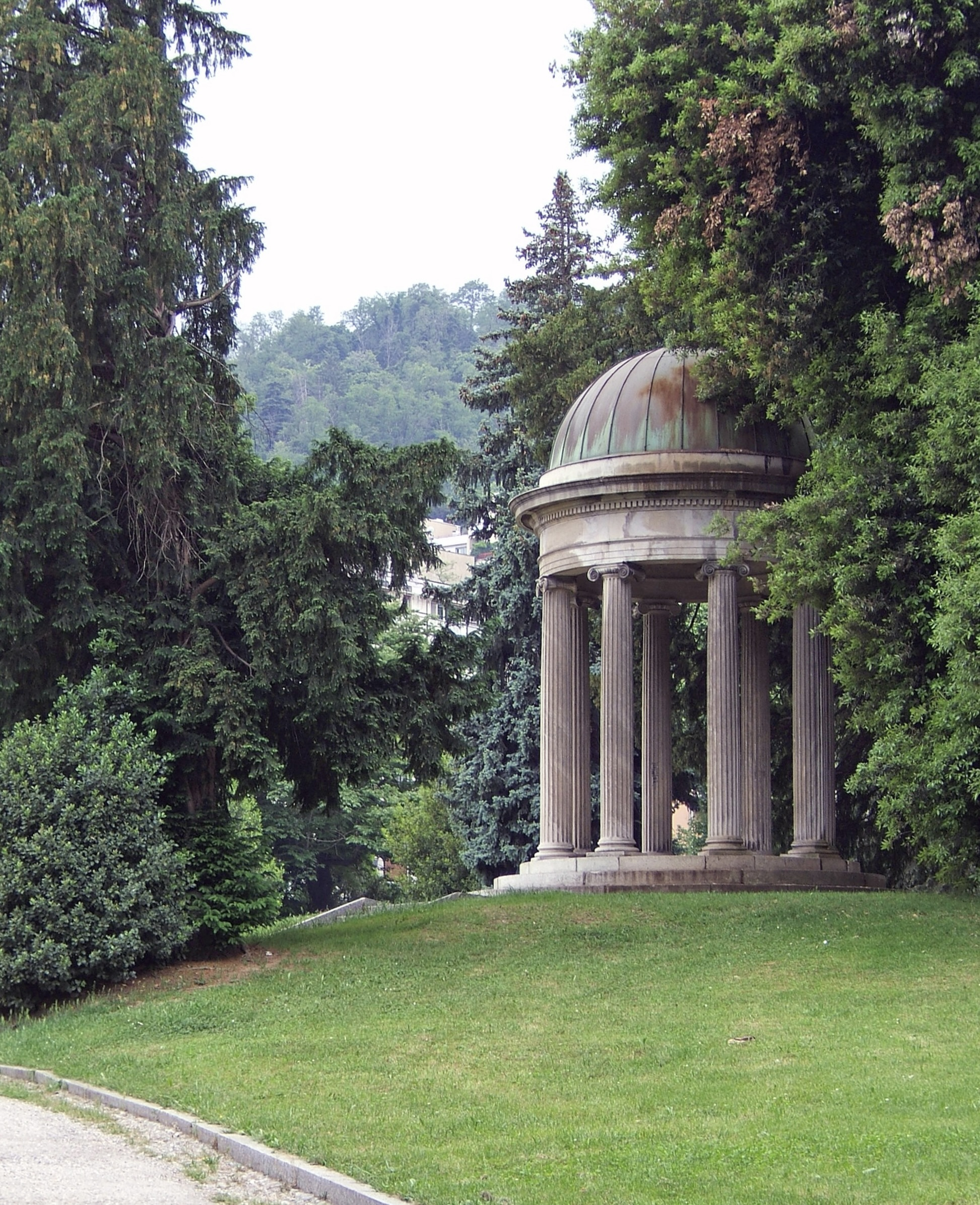
De Monopteros in het park van paleis Villa Olmo in Como